# Charles Pasquier
Charles Simon Pasquier (Brussel, 3 juni 1914) was een Belgisch kajakker.

## Levensloop
Pasquier vertegenwoordigde België op de Olympische Spelen van 1936 te Berlijn. Hij werd er samen met Armand Pagnoulle achtste in de eindstand van de K2 10000 meter bij de vouwkajaks.